# Akinator
Akinator, el geni de la web, és un joc d'Internet i una aplicacció per a android i dispositius apple que corrin IOS com ara un iphone o ipad, basat a encertar un personatge, objecte, animal, etc en el qual estàs pensant en aquest moment, fent-te unes quantes preguntes sobre allò. Les respostes han de ser del tipus: sí, no, no ho sé, probablement en part i probablement no gaire.
Akinator va ser creat el 2007 a França per uns programadors francesos.

## Altres països
Des de la seva creació a França, ha anat sortint per altres països, fins a arribar a 10, entre ells: Xina, Japó, Espanya, Estats Units, Portugal, Alemanya, Israel, Emirats Àrabs, Anglaterra i Rússia.

## Preguntes més freqüents
- El seu personatge és de sexe femení?
- El seu personatge és (país)?
- El seu personatge és esportista?
- El seu personatge és d'una sèrie de televisió?
- El seu personatge està relacionat amb el món del futbol?
- El seu personatge realment ha existit?
- El seu personatge encara segueix viu?
- El seu personatge té més/menys de (edat)?
- El seu personatge va morir fa (anys)?
- El seu personatge té relació amb el món de la cançó?

I moltes més de 50 preguntes.

## Mètode de solució
Akinator, va fent preguntes fins que a partir de la seva base de dades arriba a la seva resposta i la planteja. Si no l'encerta, té dues oportunitats més, i si torna a no encertar, perd. Quan s'equivoca torna a fer més preguntes.